# The Creatures
The Creatures (с англ. — «Существа») — английская группа, образованная в 1981 году вокалисткой Сьюзи Сью и барабанщиком Баджи, которые оба были участниками группы Siouxsie and the Banshees. Их музыка, изначально основанная на барабанах и вокале, развивалась с годами. The Creatures выпустили свой первый EP Wild Things в 1981 году. На своем дебютном альбоме Feast (1983), включая сингл «Miss the Girl», попавший в топ-25 Великобритании, группа обратилась к экзотике, сохранив при этом перкуссию в качестве основного инструмента. На своем втором альбоме Boomerang (1989), который получил широкое признание критиков, дуэт соединил свою музыку с блюзом и джазом; Журнал Uncut позже поместил Boomerang на 184 место в своем списке «500 величайших альбомов 1980-х». В конце 1990-х они разработали более урбанистическое звучание на Anima Animus; The Times тогда описала их музыку как «авантюрный арт-рок, построенный вокруг необыкновенного голоса Сьюзи и ударной установки барабанщика Баджи». Для своего последнего альбома Hái! (2003) они вернулись к своим корням, повернувшись на восток, с одой японскому минимализму. Они распались в 2005 году.
Их музыку хвалили Джефф Бакли, Пи Джей Харви, Энони, и упоминал Нил Хэннон из The Divine Comedy.

## Дискография
Смотри статью «Дискография The Creatures» в англ. разделе.
- Feast (1983)
- Boomerang (1989)
- Anima Animus (1999)
- Hái! (2003)